# 第307施設隊
第307施設隊（だいさんまるななしせつたい）は、陸上自衛隊宇都宮駐屯地（栃木県 宇都宮市）に駐屯する第1施設団隷下の施設科部隊である。

## 沿革
- 2004年（平成16年）
  - 3月27日：第307施設隊が高田駐屯地に新編。
  - 7月：新潟中越地区集中豪雨（7.13水害）災害派遣出動。
  - 10月：新潟県中越地震災害派遣出動、民生支援。
- 2005年（平成17年）
  - 2月：新潟県中越地震災害派遣撤収。
  - 6月：新潟県梅雨前線豪雨災害派遣出動。
- 2011年（平成23年）4月22日：第307施設隊が高田駐屯地から宇都宮駐屯地へ移駐。
- 2025年（令和07年）3月24日：施設小隊（C）「機動支援」を廃止。

## 編成
- 第307施設隊本部
- 施設小隊（D）：築城
- 渡河交通小隊

車両の部隊表示は、全て「307施設」

## 整備支援部隊
- 東部方面後方支援隊第102施設直接支援大隊第2直接支援隊「102施直支-2直」（宇都宮駐屯地）：2004年（平成16年） 3月27日から